# Johnny Frigo
John „Johnny“ Virgil Frigo (* 27. Dezember 1916 in Chicago, Illinois; † 3. Juli 2007 ebenda) war ein US-amerikanischer Jazzbassist und -violinist.
Frigo hatte als Kind Violinunterricht und spielte während seiner Highschool-Zeit Tuba in einer Schulband. Er begann seine Laufbahn als professioneller Kontrabassist 1934 und spielte Bass und Tuba in verschiedenen Nachtclubs; so begleitete er Albert Ammons. Daneben war er zunächst auch als Sänger in einem Quartett The Californians tätig. 1942 war er Bassist in Chico Marx’ Orchester und wechselte in einer komischen Nummer auch zur Violine.
Während des Zweiten Weltkrieges wurde er zur United States Coast Guard eingezogen, wo er in einer Band mit Al Haig und Kai Winding auftrat. Nach dem Krieg wurde er Mitglied des Orchesters von Jimmy Dorsey. Mit zwei Orchestermitgliedern, dem Gitarristen Herb Ellis und dem Pianisten Lou Carter, gründete er 1946 das Trio The Soft Winds, das bis 1950 bestand. Das Trio spielte Aufnahmen bei Majestic und Mercury ein und verfasste u. a. den Jazzstandard Detour Ahead.
1951 kehrte Frigo nach Chicago zurück, wo er ein gesuchter Studiomusiker war. Mit seiner Country-Band Sage Riders trat er 13 Jahre lang regelmäßig im Radioprogramm National Barn Dance auf. Dennoch blieb der Bass sein Hauptinstrument. Nachdem er bereits 1957 ein Jazz-Album als Violinist aufgenommen hatte, wandte er sich Anfang der 1980er Jahre – bekräftigt durch Leonard Feather – verstärkt der Violine zu. Nach einer Session mit Herb Ellis, Monty Alexander und Ray Brown kam es zu einer längeren Zusammenarbeit mit dem Trio, aus der die Alben Triple Treat II und Triple Treat III entstanden.
1995 kam es zu einer Reunion der Soft Winds, jetzt mit Frigo als Violinist. Die Gruppe veröffentlichte das Doppelalbum Then and Now: The Soft Winds, 1946–1996 mit Aufnahmen aus den 1940er Jahren und Neueinspielungen. Zweimal trat Frigo in Johnny Carsons Tonight Show auf.

## Diskographie
- I Love John Frigo… He Swings mit Ray Brown, Herb Ellis, Norm Jeffries, Dick Marx, Cy Touff, 1957
- Live from Studio A in New York City mit Ron Carter, Butch Miles, Michael Moore, Bucky Pizzarelli, John Pizzarelli, 1988
- Debut of a Legend mit Gene Bertoncini, Bill Goodwin, Bob Kindred, Michael Moore, Joe Vito, 1994
- Live at the Floating Jazz Festival mit Rick Frigo, Terry Gibbs, Larry Gray, Joe Vito, 1997
- Johnny Frigo's DNA Exposed! mit Joe Ascione, Bill Charlap, Nicki Parrott, Bucky Pizzarelli, Frank Vignola, 2001